# Anziehendes
Anziehendes ist ein Kurzfilm von Lisette Mahler von 1955 über Mode in Ost-Berlin.

## Inhalt
In einem HO-Modegeschäft in der Karl-Marx-Allee in Ost-Berlin kaufen Kundinnen stolz moderne Kleider – und stellen dann beim Hinausgehen auf die Straße verblüfft fest, dass ihnen zahlreiche Frauen mit den gleichen Mustern begegnen.
Der Einkäufer der HO erklärt, dass er lieber bewährte Muster beziehe als neue.
Für das Entwerfen von neuen Modellen sind Inspiration und Mut gefragt. Auf einem Laufsteg im Park Sanssouci in Potsdam werden neue Kleider präsentiert, von denen einige dann im Modegeschäft in der Karl-Marx-Allee landen...
Der Film beschreibt etwas humorvoll die Situation der Mode in der DDR. Dabei sind zu den Dokumentaraufnahmen einige inszenierte Szenen ergänzt.

„Es sind Gesten, Kleider und Körper (...), die von der Entdeckung der Weiblichkeit handeln: Lisette Mahler (...)  nutzt in ‚Anziehendes‘ die Vorstellung eines Bekleidungsinstituts für ironisch-heitere Betrachtungen zur ‚modischen Bekleidung‘ a la DDR.“

## Hintergründe
Der Film Anziehendes wurde von Lisette Mahler beim DEFA-Studio für populärwissenschaftliche Filme hergestellt. Das Szenarium verfasste die Modegestalterin Sibylle Gerstner, die im folgenden Jahr die beliebte Modezeitschrift Sibylle gründete.
In dem Film ist Jazz als Hintergrundmusik zu hören.
Der Film wurde ab dem 25. November 1955 als Vorprogramm in einigen Kinos in Ost-Berlin gezeigt.
Danach wurde er 2016 im Bundesplatz-Kino in Berlin, 2017 im Filmmuseum Potsdam, 2019 im Zeughauskino Berlin zweimal und 2020 beim Filmfest Dresden aufgeführt.